# Jolly Roger

Uma das inúmeras bandeiras piratas, talvez a mais popular.

Jolly Roger é nome dado às típicas bandeiras piratas, mais concretamente à típica bandeira cujo fundo é preto e tem uma caveira branca com dois ossos cruzados. Também é usado como nome do barco do pirata “Capitão Gancho” nas  histórias de ficção.

## Origem do nome
Não se sabe ao certo a origem do nome "Jolly Roger", uma teoria é que "Jolly Roger" viria da expressão jolie rouge, expressão francês que significa "vermelho bonito". Outra teoria diz que a origem do nome provém de um grupo de piratas da Ásia, Ali Raja. Uma terceira teoria diz que "Roger" provém de "rogue", o que significaria "vagabundo vadio" em português.
A origem da imagem da caveira com os ossos cruzados data a época de Jesus, na época era costume anos após a morte de alguém os familiares voltarem ao sepulcro, recolherem os ossos e colocarem-nos numa urna. Essa urna era grande o suficiente para que os fémures ficassem cruzados e por fim vinha o crânio, sendo assim pode ser considerado uma reverência de respeito aos mortos naquela época.
Cada capitão pirata tinha uma Jolly Roger diferente. Muitas vezes, as bandeiras podiam ter símbolos de morte ou destruição. O nome "Jolly Roger" tinha a intenção de ser a alcunha do diabo, em inglês "Old Roger". Contudo, o nome foi afrancesado, "Jolie Rouge", ou seja "vermelho bonito". A Jolly Roger clássica é uma caveira com ossos cruzados, que queria dizer que o capitão queria a morte do marinheiro, os peritos supõem que esta seja a verdadeira aparência da Jolly Roger (as bandeiras de Richard Worley ou Edward England).
A palavra "Roger" atualmente possui diversos significados. Um deles é uma gíria para descrever ações-violentas ou confrontos vitais, normalmente de natureza forte. Uma das características dos piratas era o tratamento brutal que davam aos prisioneiros, de forma geral, que normalmente eram violentados por todos os que estavam a bordo, no que chamavam de seu "espírito-de-corpo".
Porém, historicamente, e quase que comprovadamente sabe-se, por estudos em pergaminhos de diversas procedências, como também pelos portulanos ou cartas de navegação assinadas pelos próprios membros da armadoria do que seria, a primeira unidade militar da Royal Navy; que "Jolly Roger" foi o nome de uma nave de 16 canhões navais(oito em cada bordo), de aproximadamente 20 metros de popa a proa, 10 metros de bombordo a estibordo e 20 metros de calado. Que fazia parte da primeira esquadra da Inglaterra então existente, sob comando do então Almirante Francis Drake, quando esse corsário e Pirata inglês(segundo algumas fontes históricas, filho-bastardo da rainha Elizabeth I, com o capitão da guarda; relação essa, desconhecida para a maioria do povo inglês, bretão e do resto do mundo de então, de forma geral); organizou a defesa da Inglaterra e a Royal Navy(até então inexistente), para defender a Inglaterra, contra a tentativa de invasão da terrível, temível e invencível até então Armada de Felipe II e seus aliados franceses. Sendo a "Jolly Roger", única baixa da esquadra do almirante inglês, e seus aliados piratas e corsários de diversas nacionalidades; na famosa estratégia e tática de operação em estratégia em "T"(letra "tê"), em que as diversas unidade-de-divisão-corsárias, perpendicularmente-colocadas (na horizontal do "T"), disparavam seus inúmeros canhões (em operação tática, por serem naves mais leves), contra o alvo espanhol-francês, na formatura vertical do "T", botando a pique as naves pesadas e fortemente armadas da "Invencível Armada", espanhola - francesa.
Devido à(s) operação(ões) militar(es) e estratégia(s) do então comandante-em-chefe Francis Drake e seus aliados piratas(s) e corsário(s), frente ao que iria a ser a Royal Navy, a Jolly Roger nas suas diversas configurações, passaram a representar o símbolo histórico para o(s) confronto(s)-de-corso, ou seja, caça(s) e destruição(ões) de inimigo(s) da Inglaterra.

## História
A versão mais adotada como oficial entre os historiadores sugere que a origem de tal bandeira tenha começado com um hábito que não era ligado aos piratas: o de colocar uma bandeira preta no mastro de navios que vinham com doenças em seu interior. Outra versão conta que a forma original era de uma bandeira preta com uma cruz branca. Lendas são muitas, porém nada é considerado conclusivo.

Seja como for, a intenção dos piratas era mesmo manter curiosos à distância, o que realmente aconteceu. Todos tomavam cuidado e mantinham-se afastados quando avistavam tal pavilhão içado no mastro de um navio. Entretanto, é muito discutida a hipótese de que os piratas (mais precisamente os bucaneiros) navegavam com uma bandeira de nação e não com a Jolly Roger, o que a faria não tão comum assim. Os bucaneiros usariam mais uma bandeira vermelha juntamente com uma da nação ao se aproximarem de um navio que queriam ver rendido. Significava que nenhuma misericórdia seria dada aos ocupantes da presa caso houvesse resistência, seu nome original era Joli Rouge, um termo que, após processo de corrupção característica dos idiomas, teria se tornado Jolly Roger em inglês e o fundo vermelho mudado para preto.

Bandeira da Córsega

Outra versão diz que desde o século XIV os Piratas da Barbária no Mediterrâneo escolheram como insígnia o brasão de armas da Córsega que há muito tempo já era saqueada por piratas vindos da África do Norte. Esse Brasão consistia em uma cabeça preta de mouro cingida de uma faixa branca. Esse emblema é encontrado em mapas geográficos e portulano, sempre associada a piratas, mas a cabeça do mouro tende a se tornar um crânio e as cores são invertidas: branco para a figura e preto para o fundo. Já no século XVIII, o crânio se torna raro ou desaparece, permanecendo apenas a bandeira preta no navio pirata, não apenas no mediterrâneo, mas em todos os mares do mundo.
Há também a crença de que o termo teria vindo dos piratas orientais. Os chamados Chefes de Cannonnore eram piratas famosos e levavam ostensivamente o título de Ali Raja, que significa Rei do Mar. Um detalhe: eles também usavam a bandeira vermelha. Quanto ao surgimento, a controvérsia continua. Pelo menos uma fonte acadêmica afirma que o primeiro a usá-lo foi o pirata Bartholomeu Roberts, conhecido com Black Bart.
É claro que há quem prefira analisar as palavras já na língua original. Assim em 1724, teria surgido o hábito dos britânicos de se referirem ao demônio como Old Roger, sendo que Roger para eles era o mesmo que vagabundo. O nome em si nada mais era que uma corrupção do termo "rogue" (significando, entre outros termos, velhaco, embusteiro, tratante, enganador, mentiroso, pessoa malévola, elemento nocivo). Assim, seria aceitável que o nome fosse uma gíria para os errantes marítimos, que seriam, em inglês correto, jolly rogue.

### Caveira e ossos
Analisando um pouco a simbologia  da caveira com os ossos cruzados. Sabe-se que o símbolo já era usado por exércitos europeus pelo menos desde 1600, sendo que o primeiro uso dele numa bandeira data do começo de 1700, com um desenho provavelmente emprestado de algum lugar. A forma mais comum da figura é aquela que representa a caveira com os ossos cruzados, geralmente, abaixo da caveira, embora algumas vezes a caveira apareça sobreposta aos ossos. Alguns livros informam que as primeiras bandeiras piratas tinham o desenho anatômico completo), que segurava uma ampulheta numa mão e um arpão na outra, o que supostamente simbolizava que o tempo havia acabado e que, se a escolha da presa fosse lutar, seria morta no processo. A bandeira mais conhecida com este desenho foi uma que pertenceu ao pirata John Quelch.
A Jack (como ficou conhecida a bandeira entre os piratas) era uma parte importante da vida marinha: os navios ostentavam suas bandeiras nacionais quando se aproximavam de outras embarcações para afastar os inimigos e atrair os amigos. Muitos tiveram Jacks de batalha que eram erguidas como sinal de que estavam se aproximando para brigar. Imagina-se que os piratas hasteavam  bandeiras nacionais ou de nações estrangeiros como maneira de se aproximarem de surpresa da presa, porém, quando conseguiam e preparavam-se para a abordagem, a nacional era então substituída  pela Jolly Roger, para que a vítima soubesse que estava perdida e que não deviam esperar misericórdia dos bandidos. Para muitas fontes sobre o assunto, isto era mais um blefe do que verdade, pois os piratas confiavam muito em sua fama para intimidar suas presas e saqueá-las sem que oferecessem muita resistência.

## Análise de Jacks Famosos
Uma rápida explanação sobre as bandeiras mais utilizadas pelos piratas e suas várias formas. Vale lembrar que, embora poucos saibam disso, as formas da bandeira pirata eram muitas, sendo que alguns adotavam bandeiras e que pouco ou nada tinha a ver com o desenho tradicional. Essa distinção se faz necessária porque, como todos os fatos históricos, também analisa-se as bandeiras e atribui-se um nome (ou nomes), geralmente há confusão, além de que muito dessas informações acaba sendo disseminado de maneira errada. Por isso, a análise será de caso em caso com muito cuidado.
Além das informações sobre a bandeira, serão dadas características dos seus usuários.

### Sir Henry Morgan

Os ossos ou adagas cruzados podem ter sido inspirados pela bandeira do Reino Unido.

A bandeira que este corsário utilizava nada mais era que a bandeira nacional do Reino Unido, conhecida como Union Jack. Sabe-se que Morgan não foi consagrado cavaleiro até o dia em que largou seu trabalho como corsário. Ele pirateava de acordo com os termos estabelecidos em sua carta de corso, com a autorização do Rei Charles, da Inglaterra, por isso nada mais óbvio do que usar a bandeira de seu próprio país. é possível, entretanto, que sua tripulação tenha usado uma Joli Rouge, a bandeira vermelha dos bucaneiros, uma vez que muitos dos homens eram bucaneiros oriundos da Jamaica e de outras ilhas do Caribe.
Morgan teria cometido pelo menos um ato de verdadeira pirataria, quando saqueou o Panamá numa época em que a Inglaterra e a Espanha estavam em paz. Segundo alguns livros, ele teria plena noção do fato, mas teria sentido que a Jamaica não estava em segurança enquanto a Espanha tivesse forças estabelecidas no Caribe. O governador da Jamaica foi obrigado a prender Morgan, por quem nutria grande desprazer. O pirata foi enviado para a Inglaterra acorrentado, mas como sempre, quando a viagem por mar terminou, havia novamente uma ameaça de guerra entre os dois países. Então, Morgan foi libertado e condecorado por sua bravura, retornando à Jamaica como tenente-governador. Há quem ache que o Rei da Inglaterra forneceu uma grande soma em ouro para Morgan por suas explorações no Panamá, já que, afinal, a Coroa recebia 10 a 50% de qualquer saque.

### Henry Avery

Versão vermelha.

Versão preta.

Também conhecido como John Avary, Long Ben e Benjamin Bridgeman, este pirata ficou famoso por ter usado uma caveira e ossos cruzados antes de qualquer coisa. A diferença do símbolo que conhecemos é que a caveira estava de lado, onde poderiam ser distinguidos uma bandana e um enorme brinco no lugar na orelha. Originalmente, a bandeira era Vermelha, depois foi alterada para preta.
Há quem coloque a criação em dúvida. Se for mesmo de John Avery, marca o começo de sua utilização como símbolo. Avery começou suas aventuras piratas em 1694, quando ajudou uma tripulação de espanhóis motinados e tornou-se Capitão de um navio que chamou de Fancy (Imaginação; Fantasia). Morreu alguns anos depois em Bristol, Inglaterra, completamente pobre.

### Capitão Richard Worley

Essa Jolly Roger é umas das mais conhecidas pela cultura pop.

Também conhecido como Robert Worley, foi um pirata de carreira curta, embora sua contribuição para a evolução da bandeira pirata tenha sido grande. Ele começou sua vida pirata em 1718 e terminou-a em fevereiro do ano seguinte. Algumas fontes afirmam que sua bandeira, que mostra uma caveira de frente sobreposta aos ossos cruzados foi a primeira Jolly Roger desse tipo.
Ele atuou em uma faixa estreita de terra, que ia de Nova Iorque á Carolina do Norte, e seu fim foi o mesmo de muitos outros piratas: foi pego por uma armadilha preparada pela Marinha Britânica. Embora sua pequena tripulação tenha lutado até o fim, o Capitão, juntamente com outro pirata, conseguiu escapar. Porém, um dia depois de seu noivado, foi enforcado.

### John Quelch

Supostamente a bandeira original.

Um pirata ousado ou tolo. Em 1703, Quelch embarcou num navio corsário. Porém, logo após deixar as docas, ele dominou o capitão em rumou para o Atlântico Sul por conta própria. Naquele lugar, se deparou com um navio português carregado de ouro e atacou-o, porém nem se preocupou de que a guerra era da Inglaterra com a Espanha, não Portugal. Como consequência, pouco após esse fato, foi levado para Maine, enforcado e enterrado entre as docas.
Sua bandeira é também considerada a primeira Jolly Roger. Apesar do fato de, cronologicamente, a de Avery ter aparecido antes, essa é a que mostra o já citado desenho do corpo completo (e não um esqueleto) segurando uma ampulheta e um coração ensanguentado e trespassado por um arpão. o desenho foi depois adotado por pelo menos outros dois piratas, o famoso Barba Negra e Batholomew Roberts.

### Capitão Edward England

A bandeira de England é o modelo mais conhecido atualmente.

A bandeira deste pirata é uma das primeiras registradas que mostram uma caveira acima dos ossos cruzados. Algumas fontes afirmam que esta é única bandeira de tal tipo, porém sabe-se que muitas bandeiras piratas eram baseadas nos padrões de Worley ou mesmo no de England.
Este pirata começou seus dias no Caribe como tantos outros, mas depois de recusar um perdão nas Bahamas tornou-se o terror da África e da Ilha de Madagáscar. Dizem que tinha uma perna de pau e uma barba irregular e que foi a inspiração do personagem Long John Silver, do romance A Ilha do Tesouro, de Robert Louis Stevenson. Terminou seus dias por volta de 1720.

### Jack "Calico" Rackham

Apresenta uma variação da Jolly Roger de John Rackham.

O companheiro das piratas Anne Bonny e Mary Read, Jack Rackham, era um pirata que se vestia de modo extravagante, por isso parecia óbvio que ele mesmo pensasse numa bandeira diferente, e assim foi. Ele desenvolveu para seus propósitos uma bandeira que consistia em uma caveira com sabres cruzados no lugar de ossos num fundo preto. Se bem que, seu fim foi um pouco estranho, uma vez que foi capturado sem a utilização da violência, a ponto de Ann Bonny, sua amante, tê-lo considerado covarde e dito apenas "se você tivesse lutado como um homem não morreria como um cão". Hollywood ressuscitou-o em dois filmes. A Ilha da Garganta Cortada e no primeiro Piratas do Caribe.

### Stede Bonnet

Bandeira de Bonnet.

Dizem que Bonnet entrou para a pirataria por causa de sua esposa resmungona. Era proprietário de terra, homem de família respeitado; e por muito tempo ficou indo e vindo da pirataria ao serviço como corsário, atuando pela costa da Carolina, até que foi finalmente condenado à forca. Sua bandeira era composta com um único osso logo abaixo, na horizontal; do lado direito havia uma adaga e do esquerdo, um coração. Muitos já brigaram para chegar a um consenso sobre o significado, mas o mais aceito é que a caveira dizia que ele era um pirata e o osso é o balanço de entre a vida (o coração) e a morte (a adaga).

### Barba Negra

A bandeira do pirata mais conhecido pela mídia.

O famoso pirata passou muito de sua carreira como corsário atuante na Jamaica, até tomar alguns atos extremos, como invadir a cidade de Charleston para obter remédios para sua tripulação. Era considerado um matador sanguinário, que exterminava membros da tripulação somente por esporte.
Da mesma forma que muitas Jacks, a de barba negra era também um aviso: representava um esqueleto com chifres (que significaria o demônio), mirando com seu arpão um coração, enquanto segura uma ampulheta.

### Ned Low

Apesar de simples, a bandeira de Low causava muito temor ao ser avistada.

Também conhecido como Edward Lowe (embora o sobrenome também se grafe como Low e Loe), este pirata atuava em quase todo o Atlântico era conhecido por ser muito sanguinário. Tinha uma birra em particular com habitantes de região conhecida como Nova Inglaterra, além de ter prazer de torturar seus cativos, sendo raro aquele que sobrevivia uma vez atacado pelo pirata.
Sua carreira terminou por volta de 1724, mas ninguém tem muita certeza. Foi visto pela última vez na costa da África, depois de desertar outro capitão pirata e deixa-lo à mercê da Marinha Real.
Sua bandeira era constituída por um esqueleto vermelho em fundo preto.

### Capitão Emanuel Wynne

Bandeira de Wynne.

Outra bandeira que é apontada como a legítima primeira Jolly Roger é a que pertenceu ao famoso pirata francês conhecido como Emanuel Wynne, o qual começou sua carreira nas Carolinas americanas por volta de 1700. Sua bandeira vermelha era vista na mesma época em que a de Quelch, com uma figura anatômica completa. é difícil imaginar homens vindos de diferentes portos com a mesma ideia ao mesmo tempo, sendo por este motivo que se considera que a caveira e os ossos cruzados datam de um período ainda anterior a este, e que a verdadeira primeira Jolly Roger se perdeu na história.
A bandeira de Wynne lembra mesmo a de Worley, apresentando a caveira sobreposta aos ossos cruzados. A diferença é o acréscimo de uma ampulheta na parte de baixo, ressaltando a ideia de que "chega de discussão e vamos à ação".

### Bartholomeu Roberts

Outra versão da bandeira de Black Bart.

A mais famosa bandeira de Roberts.

Conhecido como Black Bart, este pirata atuou entre 1719 e 1722, principalmente no Atlântico. Este é outro candidato apontado pelos acadêmicos como o criador da primeira Jolly Roger.
Era conhecido por navegar com bandeiras. A mais famosa mostra o pirata em posição ereta com cada um dos pés em cima de uma caveira. Cada caveira aparece com as identificações de ABH (A Barbados Head, ou seja, Uma Cabeça de Barbados) e AMH (A Martinique's Head, ou seja, Uma Cabeça de Martinica). O significado era simples : Roberts odiava os governadores dessas ilhas e este era uma aviso para qualquer oriundo desses locais.
Outra versão da bandeira do pirata mostrava o próprio compartilhando um copo com a figura clássica da morte, aqui um esqueleto com uma foice.
Roberts era conhecido como alguém que odiava jogo e fumo, mas tinha tempo para dar sermões à sua tripulação aos domingos. Muitos acreditavam que ele era o pirata mais bem-sucedido durante a Idade de Ouro da pirataria. Foi capturado e morto na costa da África. Sua tripulação homenageou-o cumprindo seu último desejo: jogaram seu corpo ao mar para que não fosse "feito prisioneiro vivo ou morto".

### Thomas Tew

Talvez a variação menos semelhante às outras bandeiras.

O modelo em questão data do final do século XVII. O capitão Tew merece destaque por usar uma bandeira que não mostrava uma caveira ou mesmo um osso, apenas um braço  que segura um cutelo ou cimitarra.
Tew obteve sucesso na pirataria e atuou em quase todo o Atlântico, Mediterrâneo e mesmo no Mar Vermelho. Muitos relatos sobre suas atividades falam que ele se uniu aos seus irmãos  na Ilha de Rodes para ter sucesso. Seu fim aconteceu por volta de 1695, durante uma batalha marítima: pelos relatos, seu abdome foi rasgado e seus intestinos espalhados pelo convés do navio. Enquanto ele se debatia em agonia, sua tripulação ficou tão aterrorizada que desistiram da resistência e se entregaram sem disparar um único tiro.

## Por que bandeiras?
Ainda que o objectivo original da bandeira pirata seja desconhecido, pensa-se que pode ter sido para provocar o medo às vítimas e motivar a uma rendição rápida. O simples vislumbramento da bandeira branca e preta provocava horror nas vítimas; contudo, a bandeira preta não era tão temida quanto a vermelha, pois esta bandeira queria dizer que não iria existir misericórdia durante a batalha.